# Naoki Yuasa
Naoki Yuasa nació el 24 de abril de 1983 en Sapporo (Japón), es un esquiador que tiene 1 pódium en la Copa del Mundo de Esquí Alpino.

## Resultados

### Juegos Olímpicos de Invierno
- 2006 en Turín, Italia
  - Eslalon: 7º

### Campeonatos Mundiales
- 2005 en Bormio, Italia
  - Eslalon: 18º

- 2007 en Åre, Suecia
  - Eslalon: 18º

- 2009 en Val d'Isère, Francia
  - Eslalon Gigante: 29º

- 2011 en Garmisch-Partenkirchen, Alemania
  - Eslalon: 6º

### Copa del Mundo

#### Clasificación General Copa del Mundo
- 2004-2005: 132.º
- 2005-2006: 89.º
- 2006-2007: 147.º
- 2007-2008: 91.º
- 2008-2009: 102.º
- 2009-2010: 78.º
- 2010-2011: 101.º
- 2011-2012: 56.º
- 2012-2013: 52.º
- 2013-2014: 68.º
- 2014-2015: 94.º